# Північний театр воєнних дій російсько-української війни
Північний театр воєнних дій Російсько-української війни охоплює північ України. Наступ військ Російської Федерації розпочався 24 лютого 2022, після того, як вони перетнули кордон з Україною, вступивши в бойове зіткнення зі Збройними силами України.

## Сили сторін і командування
У лютому—березні військові об'єднання Збройних сил РФ діяли на таких напрямках:
- Київ — 35-та загальновійськова армія, 36-та загальновійськова армія.[3][4]

Станом на 26 лютого, Том Купер оцінював кількість російських військ у 30 тис. осіб.

## Перебіг подій

### Перший удар
Після того, як президент Росії Володимир Путін оголосив про вторгнення в Україну, російські війська перетнули російсько-український кордон і почали просування. Російська ракета вразила авіабазу Чугуїв, на якій розміщувалися безпілотники Bayraktar TB2. Згідно з інформацією OSINT, в результаті атаки були пошкоджені місця зберігання палива та інфраструктура.
25 лютого російський десант розпочав другу атаку на аеропорт Гостомеля. За оцінками Тома Купера, було залучено понад 200 гелікоптерів, за підтримки РЕБ і винищувачів. Того ж дня рано вранці повідомлялося про спробу перевдянутих в український камуфляж спецпризначенців проникнути на північні околиці Києва в Оболонському районі, а також у Бучу, Ворзель та Ірпінь. Цим групам спецпризначення, а також кадирівському спецназу, була поставлена мета ліквідувати українських урядовців. Повідомлялося, що деякі групи змогли дістатися аж Софійського собору, який розташований в центрі міста біля урядового кварталу. Деякі діяли і в метро. Численні сутички супроводжувалися перестрілками. Ці заворушення стали причиною того, що Західні ЗМІ заговорили про «близький кінець» української влади, що було безперечним нонсенсом. Росіяни одночасно атакували і Київську ГЕС, але українці відбили її до вечора.
Російські сили того дня захопили Чорнобиль.
У спробі оточити Київ, росіяни спробували висадити десант у м. Біла Церква на 120 км південніше Києва. Українська сторона повідомляла про знищення військово-транспортного літака з десантом, а також Су-27. Можливо, підтримуючи цю операцію, неподалік Калинівки у Вінницькій області був збитий російський Су-25 (120—150 км на південний захід від Києва).
Важливим рубежем оборони стала природна перепона — річка Ірпінь. Вже 25 лютого були підірвані мости на Новоірпінській трасі Р30, мостовий перехід у Гостомелі по Варшавській трасі М07 та у Демидові по автодорозі Р02. Тоді ж була здійснена перша спроба підірвати дамбу в Козаровичах, внаслідок чого вода з Київського водосховища стала поступати в заплаву річки Ірпінь. Протягом наступних днів та після другого підриву дамби річка перетворилась на непрохідну заплаву
12 квітня
ДСНС сповіщали про звільнення Київської області, після цього ЗСУ стали наступати на Чернігів.
Через кілька днів стало відомо про звільнення Чернігівської області.

### Після звільнення
В липні 2022 року Служба безпеки України повідомила, що її співробітники заарештували на території Київщини три тепловози Білоруської залізниці. За даними СБУ російські окупанти використовували ці локомотиви для підвозу особового складу, озброєння та боєприпасів під час бойових дій на території Київської та Чернігівської областей в лютому-квітні 2022 року. Судячи з поширених фото, йдеться про два білоруські тепловози типу 2ТЕ10 (кожен з яких може тягнути ешелон до 54 навантажених вагонів), та один тепловоз типу ЧМЕ3 (до 15 навантажених вагонів).